# Ewe (popolo)

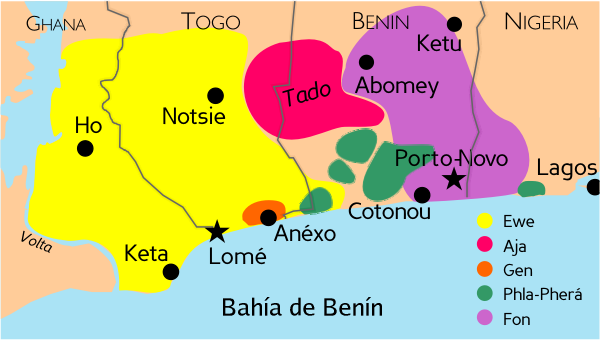
In giallo l'area di distribuzione degli ewe

bandiera ewe

Gli ewe sono un'etnia dell'Africa occidentale, diffusi nel Ghana sudorientale, nel Togo meridionale e nel Benin sudoccidentale. Parlano la lingua ewe, appartenente al ceppo delle lingue gbe.
Gli Ewe condividono storia e cultura con gli altri popoli parlanti le lingue gbe, che occupano una regione situata tra le terre degli Akan a ovest e quelle degli Yoruba a est. Alcuni storici hanno cercato in passato di collegarli sia ai gruppi etnici Akan che a quelli Yoruba, ma studi più recenti suggeriscono che gli Gbe sono un popolo distinto sia dagli uni che dagli altri, nonostante le reciproche influenze culturali.
L'attuale re e guida spirituale degli Ewe è Céphas Bansah, in carica dal 1992.

## Storia
Anche se la storia antica degli Ewe non è documentata, la loro tradizione orale fa menzione di una migrazione da un luogo chiamato Ketu o Amedzofe (Amejofe), nella regione che ora è il confine tra Benin e Nigeria. La stessa tradizione descrive il brutale re Agɔ Akɔli (o Agor Akorli) di Notsé (una città oggi nel Togo), che avrebbe governato nel XVII secolo e la cui arroganza culminò nella fuga e nella dispersione degli Ewe nelle loro posizioni attuali. Le prove archeologiche indicano tuttavia una presenza degli Ewe nelle loro attuali terre almeno già nel XIII secolo, per cui i loro movimenti potrebbero essere avvenuti prima di quanto tradizionalmente ritenuto.
Il popolo Ewe ebbe inizialmente rapporti amichevoli con gli europei, prima dell'avvento del colonialismo e della tratta atlantica degli schiavi. Tuttavia, nel 1784, entrarono in guerra con gli interessi coloniali danesi, mentre la Danimarca tentava di stabilire forti costieri nelle regioni Ewe e Yoruba per i suoi funzionari e mercanti. Stretti tra potenti regni schiavisti come Asante, Dahomey e Oyo, gli Ewe non solo furono vittime delle incursioni e del commercio degli schiavi da parte dei popoli vicini, ma recitarono anch'essi una parte attiva in tale commercio, vendendo i loro prigionieri di guerra agli europei. Dopo che la schiavitù fu abolita e la tratta degli schiavi venne interrotta, gli Ewe prosperarono con la coltivazione del cotone e del riso e la produzione e l'esportazione di olio di palma e copra. La loro regione fu divisa tra le potenze coloniali, inizialmente tra le colonie tedesche e britanniche, e dopo la prima guerra mondiale, tra la colonia britannica della Costa d'Oro e il protettorato congiunto franco-britannico sul Togoland Dopo la prima guerra mondiale, il Togoland britannico e il Togoland francese furono ribattezzati rispettivamente Trans-Volta Togoland e Togo. Il Trans-Volta Togoland votò successivamente in un plebiscito supervisionato dalle Nazioni Unite per unirsi al Ghana appena esso conquistò l'indipendenza nel 1957, mentre il Togoland francese fu ribattezzato "Repubblica del Togo" e ottenne l'indipendenza dalla Francia il 27 aprile 1960.

## Cultura

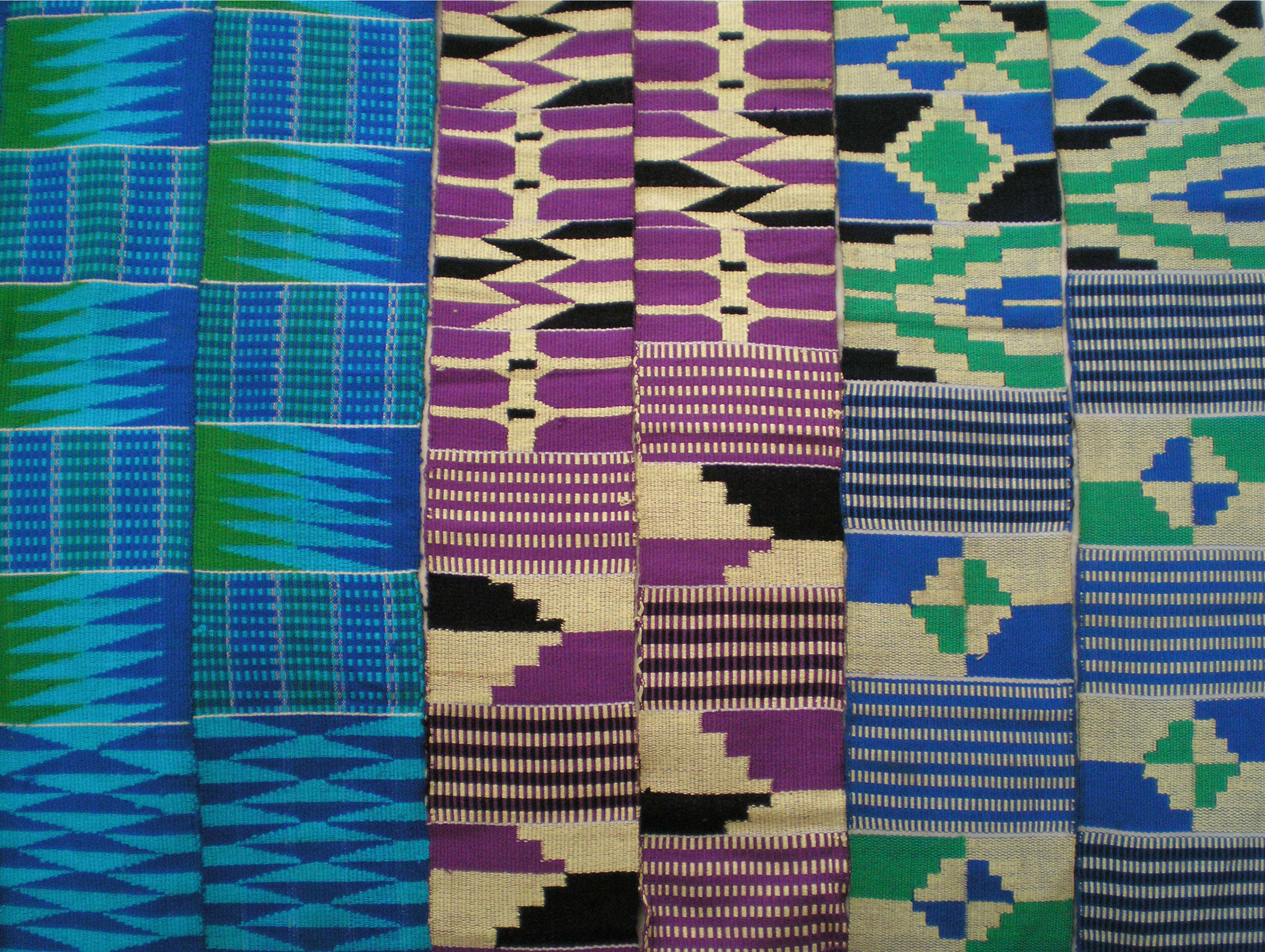
Kente ewe

l popolo ewe è noto per la sua fiera indipendenza e per la struttura di potere decentralizzata e affidata ai maschi anziani di ogni famiglia. Nonostante i frequenti conflitti interni, si univano storicamente in tempi di guerra e in presenza di minacce esterne. In tempi contemporanei, gli Ewe hanno tentato di costruire una cultura comune e un'identità comune nei tre paesi in cui si trovano a vivere.
Sebbene la società sia di tipo patrilineare, le donne sono tradizionalmente le principali commercianti, sia a livello all'ingrosso che al dettaglio. Si occupano di un'ampia varietà di articoli, molti dei quali sono prodotti dagli uomini.
Un altro aspetto notevole della cultura ewe, come affermato da etnologi come Rosenthal e Venkatachalam, è il loro rifiuto di incolpare gli altri e la loro "profonda angoscia e accettazione volontaria della colpa" per il ruolo dei loro antenati nella tratta degli schiavi. Hanno fatto di tutto per commemorare gli ex schiavi in mezzo a loro e fare in modo che gli antenati degli schiavi fossero divinità venerate.

## Religione

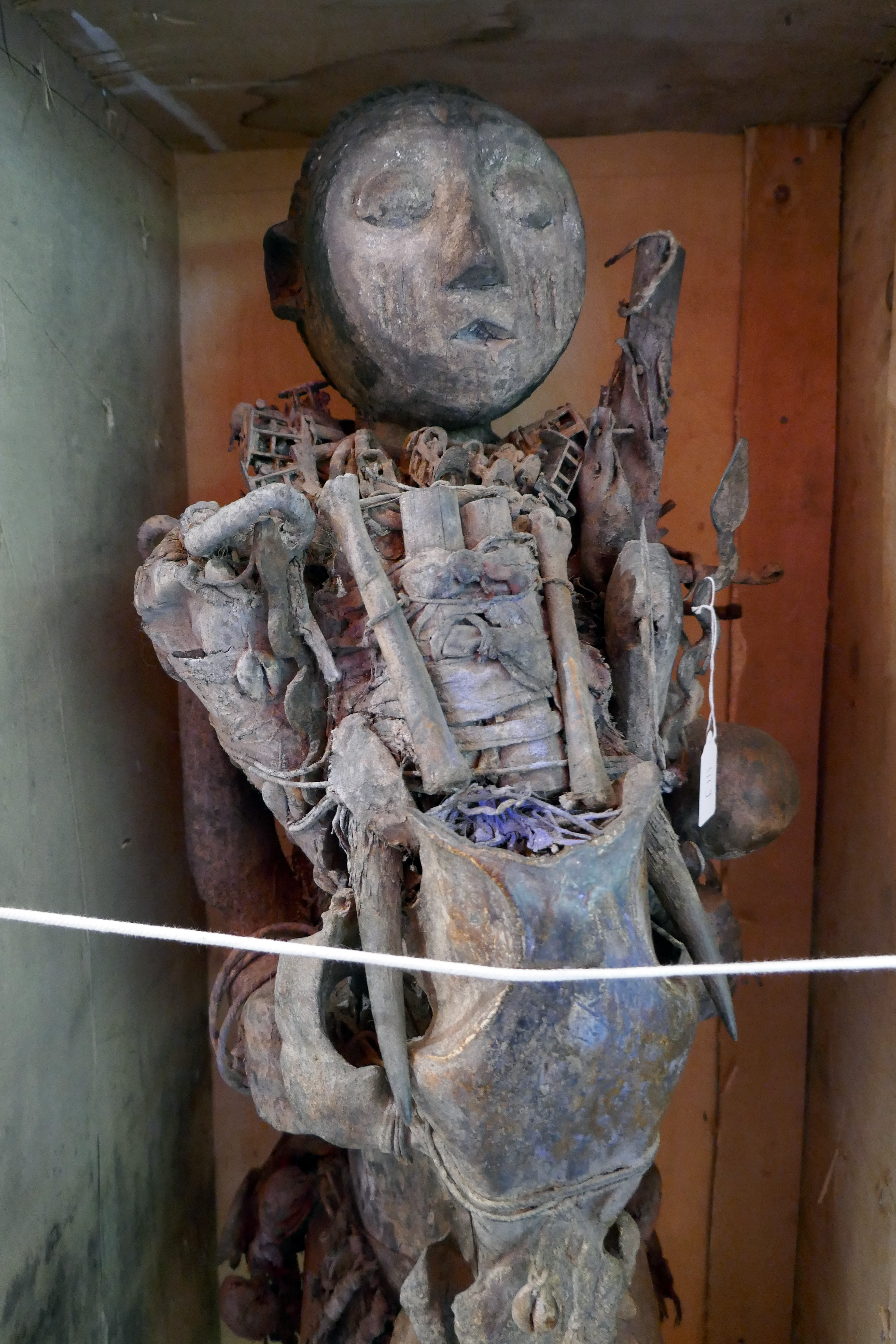
Feticcio ewe (Togo)

La sofisticata teologia del popolo Ewe è simile a quella dei gruppi etnici vicini, come la religione fon. Questa religione tradizionale si chiama Vodun, parola è presa in prestito dalla lingua fon e significa "spirito". La religione ewe considera Mawu come il Dio creatore, che ha creato numerose divinità minori (trɔwo) che fungono da veicoli spirituali che influenzano il destino di una persona, concedendo favori o infliggendo danni. Un altro concetto della religione ewe è il Si, che implica un "matrimonio spirituale" tra la divinità e i fedeli, per cui la divinità si riferisce al fedele che si è impegnato in questo tipo di rapporto come farebbe un coniuge durante un matrimonio. Gli spiriti degli antenati sono una parte importante della religione tradizionale, e sono condivisi da un clan.
Oggi circa l'89% della popolazione ewe, in particolare appartenente all'area urbana costiera, si è convertita al Cristianesimo. Tuttavia, il cristianesimo ewe presenta un elevato livello di sincretismo, e anche gli ewe convertiti continuano a praticare i riti tradizionali della loro religione ancestrale.